# Zoltán Speidl
Zoltán Speidl (Lučenec, 17 marzo 1880 – Budapest, 3 luglio 1917) è stato un mezzofondista, ostacolista, velocista e arbitro di calcio ungherese.
Partecipò ai Giochi della II Olimpiade di Parigi del 1900 in tre differenti gare di atletica leggera. Nelle gare dei 400 metri piani e 200 metri ostacoli fu eliminato al primo turno mentre negli 800 metri piani arrivò in finale senza aggiudicarsi nessuna medaglia. L'anno successivo, Speidl diventò campione ungherese dei 400 metri piani.
Dal 1901 fino al 1917 fu arbitro di calcio per la Nemzeti Bajnokság I.